# Champsodon capensis
Champsodon capensis (Regan, 1908) è un pesce osseo marino appartenente alla famiglia Champsodontidae.. 

## Distribuzione e habitat
C. capensis è endemico dell'Oceano Indiano occidentale dallo Yemen e il Kenya al Sudafrica (provincia del Capo orientale) oltre che nelle isole Seychelles e Mauritius. È presente anche nel mar Rosso da cui è penetrato nel mar Mediterraneo orientale attraverso la migrazione lessepsiana formando popolazioni stabili nelle acque turche. È stato scoperto la prima volta nelle acque di Alessandretta.
È un pesce demersale che vive in acque piuttosto profonde da 30 a 552 metri su fondi sabbiosi e fangosi. Nel Mediterraneo è stato catturato fino a 768 metri.

## Descrizione
I Champsodontidae hanno tutti aspetto molto simile. Hanno corpo allungato e leggermente compresso lateralmente, grande bocca obliqua che supera ampiamente l'occhio armata di denti acuminati e aghiformi disposti in due file. Gli occhi sono posti in alto sul profilo del capo. Le pinne dorsali sono due, separate da uno spazio, la prima è breve e con 5 raggi spinosi, la seconda, a raggi molli, è più lunga e opposta alla pinna anale, che ha dimensioni simili. Le pinne pettorali sono piccole, con inserzione obliqua. Le pinne ventrali sono invece grandi e allungate, inserite sotto le pettorali. Questa specie differisce dalle congeneri soprattutto per avere la regione del mento non coperta da scaglie mentre un'area triangolare con scaglie è presente tra l'inserzione delle pinne ventrali e la parte ventrale degli opercoli mentre la regione ventrale tra l'ano e le ventrali è coperta da scaglie circa per metà. La colorazione è brunastra sul dorso e argentea sul ventre ma il dorso può essere anche bluastro. Può essere presente una serie di punti scuri disposti linearmente al centro del fianco e macchie scure sul mento, sull'opercolo e alla base della pinna caudale. Gli esemplari più grandi hanno colore più scuro rispetto a quelli più piccoli.
La taglia massima nota è di 14,2 cm.

## Biologia

### Comportamento
Gregario, forma banchi di grandi dimensioni. Effettua migrazioni notturne verso la superficie seguendo le sue prede.

### Alimentazione
Si nutre di pesci. È riportata la predazione sul pesce lanterna Benthosema pterotum.

### Predatori
Risulta essere predato da Merluccius capensis, Pterogymnus laniarius e Trichiurus lepturus.

## Pesca
Non è oggetto di pesca ma rimane spesso catturato come bycatch. È la specie ittica più rappresentata nello scarto delle marinerie che operano nel canale di Suez.

## Conservazione
Si tratta di una specie con ampio areale non minacciata dall'uomo se non per le catture accidentali. Per questi motivi la lista rossa IUCN la classifica come "a rischio minimo".